# Leonhard Sohncke

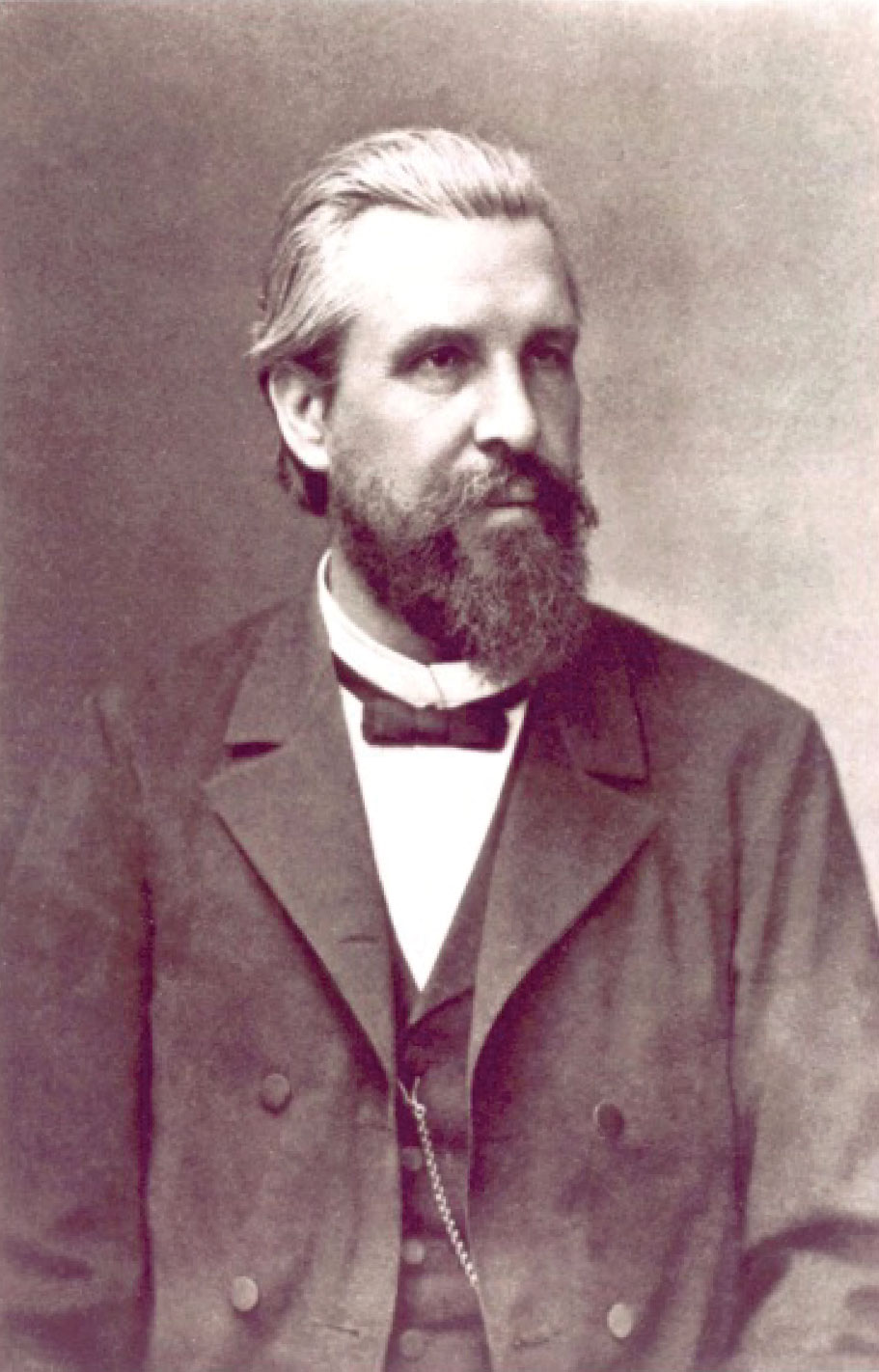
Leonhard Sohncke

Leonhard Sohncke (ur. 1842, zm. 1897) – niemiecki fizyk i matematyk. Rozwinął teorię sieci przestrzennej. Ustalił istnienie w kryształach 65 grup przestrzennych. Był profesorem politechniki w Monachium, politechniki w Karlsruhe i politechniki w Jenie.